# Sainte-Foy-la-Longue
Sainte-Foy-la-Longue ist eine französische Gemeinde mit 138 Einwohnern (Stand: 1. Januar 2022) im Département Gironde in der Region Nouvelle-Aquitaine (vor 2016 Aquitaine). Sie gehört zum Arrondissement Langon und zum Kanton L’Entre-deux-Mers. Die Einwohner werden Foyens genannt.

## Geographie
Die Gemeinde Sainte-Foy-la-Longue liegt 13 Kilometer nordöstlich von Langon. Umgeben wird Sainte-Foy-la-Longue von den Nachbargemeinden Saint-Laurent-du-Bois im Norden, Saint-Laurent-du-Plan im Nordosten, Morizès im Osten, Casseuil im Südosten, Caudrot im Süden, Saint-Martin-de-Sescas im Südwesten, Saint-André-du-Bois im Südwesten und Westen sowie Saint-Martial im Nordwesten. 

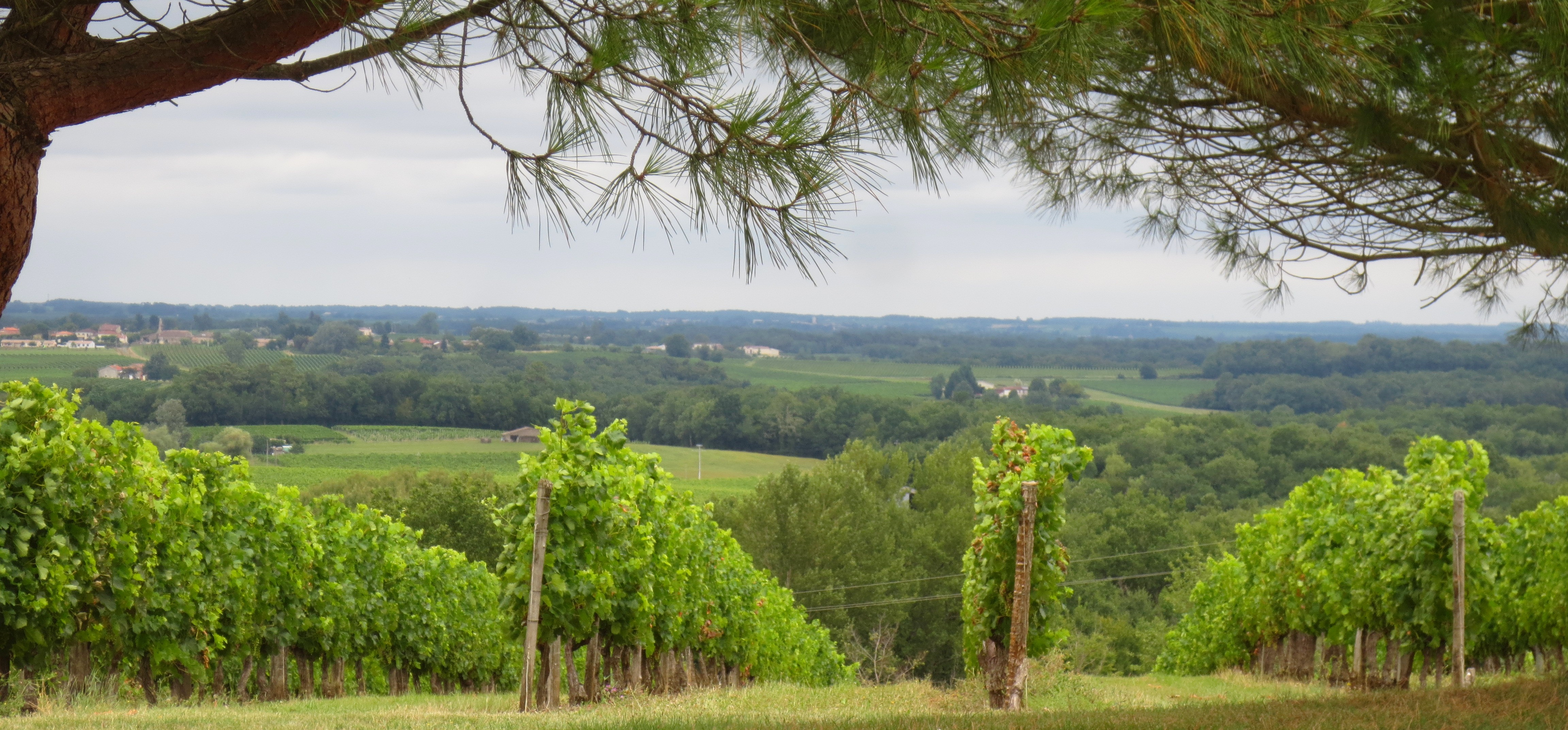
Rebhänge in Sainte-Foy

## Bevölkerungsentwicklung
| Jahr                       | 1962 | 1968 | 1975 | 1982 | 1990 | 1999 | 2008 | 2020 |
| Einwohner                  | 163  | 148  | 139  | 134  | 151  | 115  | 134  | 136  |
| Quellen: Cassini und INSEE |      |      |      |      |      |      |      |      |

## Sehenswürdigkeiten
- Kirche Sainte-Foy aus dem 19. Jahrhundert

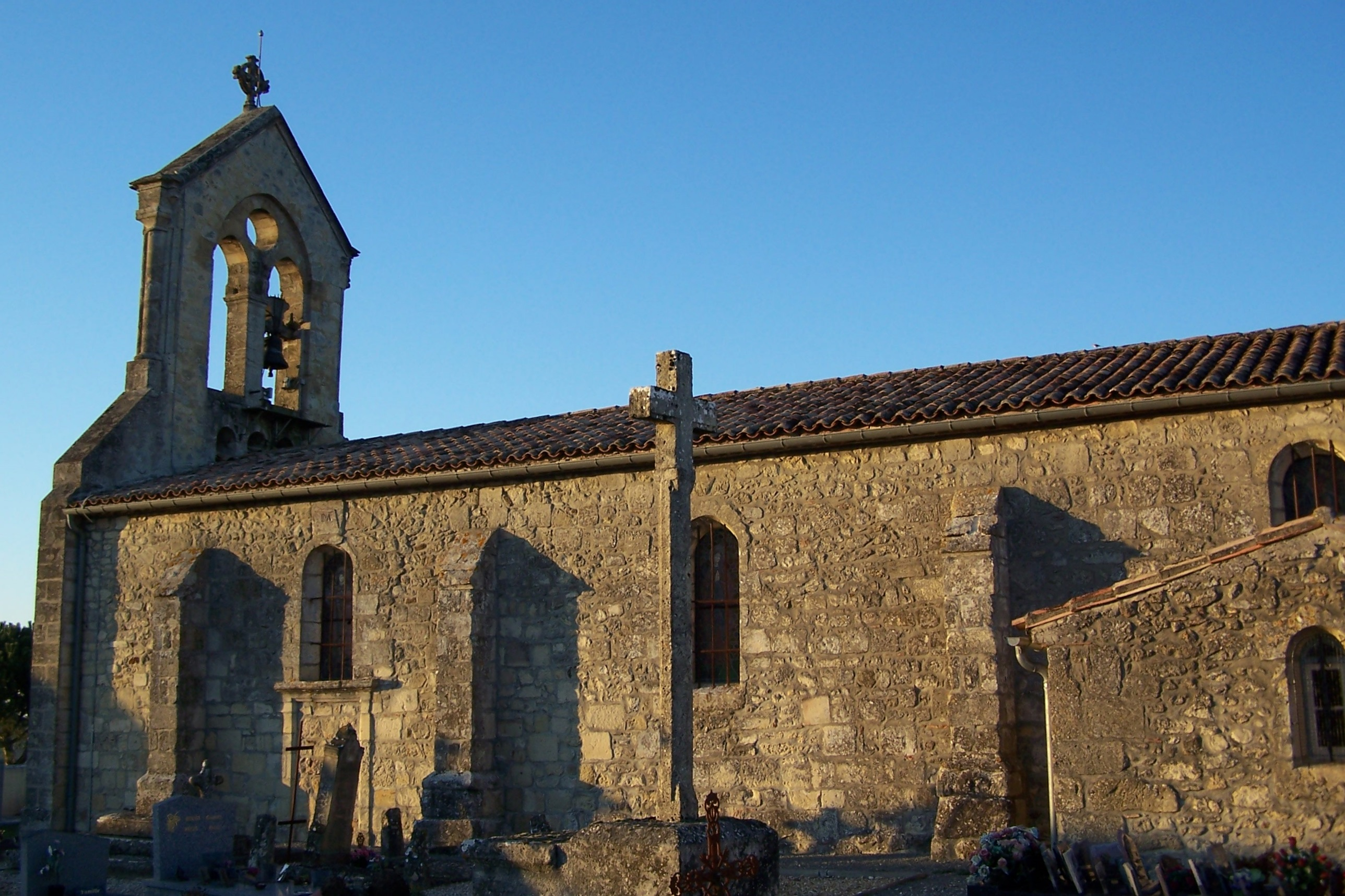
Kirche Sainte-Foy